# Luis Mejía Oviedo
Luis Rafael Mejía Oviedo (Santo Domingo, República Dominicana, 4 de septiembre de 1953) más conocido como Luisín Mejía, es un economista, comunicador, deportista y dirigente deportivo. Fungió como presidente del Comité Olímpico Dominicano (COLIMDO), entidad que dirigió desde el año 2006 hasta el 2021. Mejía es el presidente de Centro Caribe Sports (ex ODECABE), vicepresidente de la World Baseball Softball Confederation (WBSC), y miembro de las comisiones de Mujeres en el Deporte y de Asuntos Públicos y Desarrollo Social a través del Deporte del Comité Olímpico Internacional (COI).

## Educación
Es licenciado en economía de la Universidad Autonóma de Santo Domingo (UASD). Además, realizó varios cursos de comunicación en la Pontificia Universidad Católica Madre y Maestra (PUCMM), una de las mejores instituciones en ese campo a nivel académico.

## Carrera profesional
Empezó su vida profesional en el mundo de la publicidad, lo cual lo catapultó a convertirse rápidamente en una personalidad de la televisión y la radio de su país. Años después fue supervisor de Crédito del Ministerio de Agricultura de República Dominicana, cargo que ejerció desde 1973 hasta 1976. Más adelante ocupó el cargo de administrador general adjunto de Tejidos Textiles Los Minas, empresa de la cual hizo parte desde el año 1979 hasta el año 1981. También fue ejecutivo de Cuentas de la agencia de publicidad Extensa Publicitaria, entre los años 1981 y 1982, y Director General y Vicepresidente Ejecutivo de la agencia Publicitaria Nandy Rivas, cargos que ocupó durante 4 años (1982-1986).
Ha sido productor y conductor de programas de televisión y radio de opinión pública en diferentes cadenas como Telecable Nacional, Canal 10, Hoy Mismo, Color Visión y Telefuturo Canal 23; habiendo empezando en el año 1996 y haciendo parte, aún hoy en día, en algunos de ellos. Actualmente es miembro del Consejo de Administración del Banco de Reservas de la República Dominicana, Presidente del Comité de Cumplimiento, miembro del Consejo de Administración y Seguros de la misma entidad bancaria, cargos que ejerce desde el año 2004. Asimismo, es presidente de la Productora Sin Límites desde el año 2007 y presidente de la Productora LMO desde el año 2012.

## Deportes
Ha practicado varios de los deportes más importantes y populares de República Dominicana a lo largo de su vida, de los cuales se ha destacado en tres de ellos: béisbol, baloncesto y softbol. Su pasión por los deportes, y su afición a éstos desde pequeño, han sido los grandes impulsores para iniciar su carrera como dirigente deportivo y así continuar ligado al fortalecimiento del deporte en su país y en la región.

## Administración Deportiva
Inició su carrera dentro de la administración deportiva como Presidente de la Liga Deportiva Aborigen, entidad que dirigió durante un año (1977 a 1978). Después fue Vicepresidente de la Asociación de Softbol del Distrito Nacional (1979 a 1981) y posteriormente Presidente de esa misma entidad hasta el año 1986, además de ser Secretario General del Comité Organizador del Campeonato de Softbol C&C en el año 1981. Posteriormente fue Presidente de la Federación Dominicana de Softbol, cargo que ejerció durante 26 años (1983-2009). Durante ese período de tiempo ocupó distintos cargos; siendo Vicepresidente de la Federación Internacional de Softbol (1988-1990), Secretario General del Comité Olímpico Dominicano (1991-2003) y Presidente de la misma entidad deportiva (2003-Actualidad), además de ser Secretario General del Comité Organizador de los Juegos Panamericanos Santo Domingo 2003.

## Comité Olímpico de la República Dominicana
El Comité Olímpico Dominicano (COLIMDO) es el organismo que representa al deporte nacional ante el Comité Olímpico Internacional (COI), los Juegos Olímpicos, los Juegos Panamericanos y los Juegos Centroamericanos y del Caribe. Su sede principal se encuentra en Santo Domingo, República Dominicana. En tres ocasiones ha sido la entidad responsable de celebrar en República Dominicana eventos deportivos internacionales como los Juegos Centroamericanos y del Caribe de 1974 y 1986, además de los Juegos Panamericanos de 2003.
En esta entidad Mejía Oviedo ha ocupado distintos cargos hasta ser Presidente, cargo que ejerce desde el año 2003 hasta la actualidad. Fue Secretario General en tres períodos distintos: período de 1990 a 1994, período 1994 a 1998 y 1998 a 2002. Después fue 1er Vicepresidente, cargo que ocupó durante la presidencia del Dr. José Joaquín Puello, para posteriormente ser Presidente a partir del año 2003 hasta el 29 de enero de 2021.

## Centro Caribe Sports
Fue elegido Presidente de la Organización Deportiva Centroamericana y del Caribe (ODECABE), hoy Centro Caribe Sports, para el período 2019-2023. La elección de Mejía se produjo durante la Asamblea Nacional Eleccionaria de la institución celebrada el 31 de octubre de 2019 en la Ciudad de Panamá, Panamá. Con esta importante elección, Mejía Oviedo se convirtió en el segundo dominicano que alcanza esa posición en la historia de la dirigencia deportiva. El primer dominicano en haberlo conseguido fue el Dr. José Joaquín Puello, quien presidió ese organismo durante varios períodos. 

## COI
El Comité Olímpico Internacional (COI) es el organismo encargado de promover el olimpismo en el mundo y coordinar las actividades del Movimiento Olímpico. Es el encargado de supervisar y administrar todo lo concerniente a los Juegos Olímpicos. De esta importante entidad a nivel mundial Mejía Oviedo es miembro de las siguientes Comisiones: La Mujer en el Deporte, de la cual es miembro desde el año 2017 hasta la actualidad; y Asuntos Públicos y Desarrollo Social a través del Deporte, de la cual es miembro desde el año 2018 hasta la actualidad.